# Università di Kiel
L'Università di Kiel (in tedesco, Christian-Albrechts-Universität zu Kiel, sigla CAU), è un'università pubblica tedesca situata a Kiel, nello Schleswig-Holstein.
L'Ateneo fu fondata nel 1665 come l'Academia Holsatorum Chiloniensis dal duca Cristiano Alberto di Holstein-Gottorp, di cui porta oggi il nome. Attualmente conta circa 24.000 studenti.

## Organizzazione
L'Università di Kiel conta otto facoltà: Giurisprudenza, Matematica e Scienze naturali, Scienze agrarie, Filosofia, Teologia, Medicina, Economia e Scienze sociali, e infine Tecnica.